# 川添裕
川添 裕（かわぞえ ゆう、本名：古谷 祐司、1956年1月14日 - ）は、日本の文化史家・日本文化史家。 横浜国立大学名誉教授。
横浜国立大学大学院都市イノベーション研究院教授、都市科学部長を経て、現在、横浜国立大学名誉教授。川添総合研究所代表。専門は落語、見世物、歌舞伎などの芸能娯楽や大衆文化を中心とする日本文化史と、接続文化史（日米欧及び東アジア）、横浜学、文化資源学。

## 略歴
横浜市に生まれる。栄光学園中学校・高等学校を経て、1978年東京外国語大学外国語学部英米語学科卒（国際関係専修）。1977年に通訳案内士（英語）の免許を取得。
1978年平凡社に入社。同社に20年余つとめ、月刊誌『太陽』の編集記者を出発点として、のち数多くの人文書と芸術書を企画編集。百科事典編集部、書籍編集部を経て、ネットメディア開発にも携わる。1998年退社。
文筆・研究に転じて、見世物文化研究所代表となり、1999年跡見学園女子大学国文学科兼任講師、2000年から出版学校・日本エディタースクール講師として編集技能、デジタル技能、編集論を教える。2002年伊勢神宮門前の皇学館大学文学部教授。2010年横浜国立大学教授。2021年4月から横浜国立大学名誉教授。
「見世物文化」「異国／自国形象」「接続文化史」をキーワードに、文化史、文化交流史や文化資源学の研究に取り組む。また、江戸時代の見世物や芸能に関する浮世絵、一枚摺のコレクションでも知られる。

## 著書

### 単著
- 『江戸の見世物』（岩波新書, 2000年）
- 『見世物探偵が行く』（晶文社, 2003年）
- 『江戸の大衆芸能――歌舞伎・見世物・落語』（青幻舎, 2008年）
- 『江戸にラクダがやって来た――日本人と異国・自国の形象』（岩波書店, 2022年）

### 編著
- 『朝倉無声・見世物研究姉妹篇』（平凡社, 1992年）
- 『落語の世界』全3巻（延広真治・山本進共編, 岩波書店, 2003年）
- 『見世物はおもしろい』（木下直之・橋爪紳也共編, 平凡社, 2003年）
- 『此花／風俗図説』全3冊（朝倉無声, ゆまに書房, 2007年）
- 『国立劇場所蔵 見世物資料図録』（樋口保美 共同監修,日本芸術文化振興会, 2021年）

### 共著
- 『大道芸と見世物』（網野善彦・小沢昭一・鵜飼正樹・橋爪紳也・樋口保美, 平凡社, 1991年）
- 『電子図書館はどうなる』（石川徹也・村上正志・波多野宏之・中野潔 他, 勉誠出版, 1999年）
- 『出版界はどうなるのか』（小林敏・岩本敏・居郷英司・小林哲夫 他,日本エディタースクール出版部, 2002年）
- 『コミュニケーション力とは何だろう』（森真一・前田至剛・増井節郎・上久保達夫・川村一代・豊住誠, 皇學館大学出版部, 2008年）
- 『インターナショナルな「地方」の視座』（渡部哲郎・只腰親和・可児滋・中村純子・吉田武史, 南窓社, 2012年）
- 『日本人は日本をどうみてきたか』（田中優子・大木康・小林ふみ子・福田安典・長島弘明 他, 笠間書院, 2015年）
- 『演劇のジャポニスム』（神山彰・井上さつき・根岸理子・森佳子・茂木秀夫 他, 森話社, 2017年）
- 『大江戸の都市力』（陣内秀信・田中優子・藤森照信・横山泰子・小林ふみ子・高村雅彦 他, 洋泉社, 2018年）
- 『新・江戸東京研究の世界』（横山泰子・田中優子・陣内秀信・小林ふみ子・高村雅彦・米家志乃布 他, 法政大学出版局, 2023年）
- 『落語がつくる〈江戸東京〉』（田中優子編, 小林ふみ子・山本真鳥・佐藤至子・田中敦・横山泰子・陣内秀信 他, 岩波書店, 2023年）